# Catarhoe permixtaria
Catarhoe permixtaria là một loài bướm đêm trong họ Geometridae.